# Gnophos panessacaria
Gnophos panessacaria là một loài bướm đêm trong họ Geometridae.